# Osypenko (rejon berdiański)
Osypenko (ukr. Осипенко, do 1939 Nowospasiwka, ukr. Новоспасівка) – wieś na południu Ukrainy, w rejonie berdiańskim obwodu zaporoskiego. Siedziba sołectwa o tej samej nazwie. Wieś liczy 4 667 tysiące mieszkańców.
Wieś została założona w 1805 przez grupę zbiegłych chłopów pańszczyźnianych z prowincji połtawskiej. Zorganizowali oni małą osadę nad brzegiem rzeki Erd, nazywając ją Nowospasiwka.

## Urodzeni
- Polina Osipienko - bohaterka Związku Radzieckiego, urodzona w Nowospasiwce, wieś nazwano na jej cześć.